# Игнатьев, Владислав Сергеевич
Владисла́в Серге́евич Игна́тьев (укр. Владислав Сергійович Ігнатьєв; 25 октября 1997, Херсон, Украина) — украинский футболист, полузащитник

## Биография
Воспитанник ДЮСШ донецкого «Шахтёра», херсонского «Кристалла» и запорожского «Металлурга». С 2010 по 2014 год провёл 53 матча и забил 20 мячей в первенстве и чемпионате ДЮФЛ.
19 сентября 2014 года дебютировал за молодёжную (U-21) команду «Металлурга» в домашней игре против полтавской «Ворсклы», а за юниорскую (U-19) команду впервые сыграл 11 марта 2015 года в выездном поединке тоже против «Ворсклы».
4 декабря 2015 года дебютировал в основном составе «Металлурга» в домашнем (но проводившемся в Киеве) матче Премьер-лиги против киевского «Динамо», выйдя на замену вместо Яна Ковалевского на 46-й минуте встречи. В конце того же года покинул «Металлург» в связи с процессом ликвидации клуба. Всего за время выступлений в составе запорожской команды провёл 1 матч в чемпионате, 28 игр (в которых забил 5 мячей) в молодёжном первенстве и 6 встреч (в которых забил 3 гола) в юношеском турнире.
12 января 2016 года поехал на тренировочный сбор в Испанию вместе с объединённым составом молодёжной и юношеской команд киевского «Динамо», с которым, как стало известно 15 января, подписал контракт.

## Статистика
| Клуб                  | Лига         | Сезон   | Чемпионат | Чемпионат | Кубок | Кубок | Дубль | Дубль |
| Клуб                  | Лига         | Сезон   | Игры      | Голы      | Игры  | Голы  | Игры  | Голы  |
| --------------------- | ------------ | ------- | --------- | --------- | ----- | ----- | ----- | ----- |
| Металлург (Запорожье) | Премьер-лига | 2014/15 |           |           |       |       | 14    | 4     |
| Металлург (Запорожье) | Премьер-лига | 2015/16 | 1         | 0         |       |       | 14    | 1     |
| Динамо (Киев)         | Премьер-лига | 2015/16 |           |           |       |       |       |       |